# Maria Persson
Maria Ann-Christin Persson (Stoccolma, 9 giugno 1959) è un'attrice svedese, nota per avere interpretato il personaggio di Annika nella serie televisiva Pippi Calzelunghe.

## Biografia
Dopo aver interpretato Annika, decise di approfondire la carriera d'attrice, ma a causa dei risultati inferiori alle aspettative finì per abbandonare la vita cinematografica. Attualmente vive a Maiorca, è sposata e ha un figlio.

## Filmografia
- Pippi Calzelunghe – serie TV (1969)
- Pippi Calzelunghe e i pirati di Taka-Tuka, regia di Olle Hellbom – film TV (1970)
- Quella strega di Pippi Calzelunghe, regia di Olle Hellbom – film TV (1970)